# Tumamoca
Tumamoca là một chi thực vật có hoa trong họ Cucurbitaceae.

## Loài
Chi Tumamoca gồm các loài: